# 鉦五郎

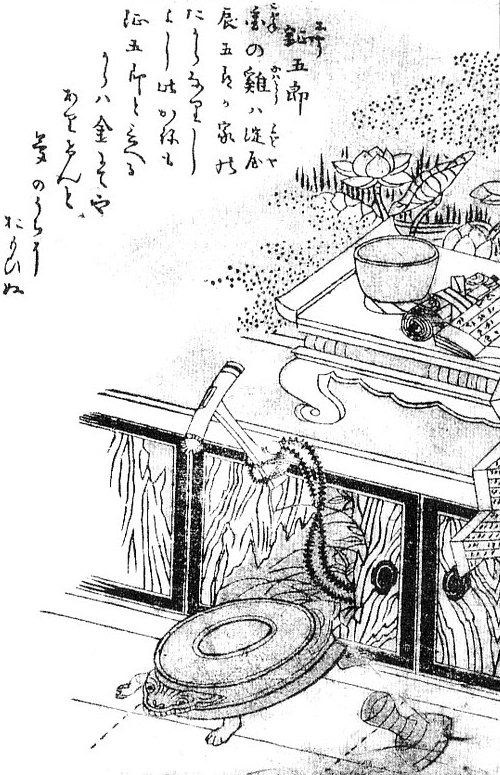
鳥山石燕『百器徒然袋』より「鉦五郎」

鉦五郎（しょうごろう）は、鳥山石燕の妖怪画集『百器徒然袋』にある日本の妖怪の一つで、鉦鼓（銅製の打楽器で念仏を唱えるときなどに広く用いられた）の妖怪。

## 概要
石燕による解説文では「金（こがね）の鶏は淀屋辰五郎が家のたからなりし此かねも鉦五郎と言へるからは金にてやありけん」と述べられている。淀屋辰五郎（よどや たつごろう）とは江戸時代中期の大阪の豪商で、近松門左衛門『淀鯉出世瀧徳』などにも描かれて良く知られていた人物で、金の鶏はその財産の象徴でもあった宝物。辰五郎の蓄えていた「金」と「鉦（かね）」との語呂あわせ、辰五郎と鉦五郎との「五郎」の連想などからの石燕の創作であると見られている。また、名称の「五郎」は、霊を意味する「御霊（ごりょう）」に通じているのではないかとも考えられている。
そのデザインは室町時代の『百鬼夜行絵巻』にある妖怪をモデルとして描かれており、鰐口（わにぐち）に手足が生えた妖怪がそれにあたるものではないかと考えられている。

平成以降の妖怪に関する書籍では、淀屋辰五郎が贅沢を極めていたが身分不相応として幕府に財産を全額没収されたという逸話にもとづいて、鉦五郎は淀屋辰五郎の霊が鉦鼓に取り憑いて妖怪化したものであり、
人々に対して自分のように驕り高ぶることのないよう、警鐘を鳴らしているなどの解説も見られる。

## 石燕以前の創作に見られる淀屋辰五郎
江島其磧の浮世草子『風流曲三味線』では佐渡屋竹五郎（さどや たけごろう）という名前で辰五郎が描かれている。
近松門左衛門による浄瑠璃『淀鯉出世瀧徳』（1708年）では江戸屋勝二郎（えどや かつじろう）という名前の登場人物として描かれている。「お家の宝 黄金（こがね）の鶏」というせりふも確認できる。また、作中で主人・勝二郎を諫める活躍する江戸屋の手代・新七の弟に藤五郎（とうごろう）という役名がある。
金の鶏は、淀屋辰五郎を題材としたいずれの作品にも家に伝わる宝物として登場しており、黄金で出来た鶏・つがいの鶏・鶏とひよこ等と設定されている。そのように創作で描かれつづけている反面、実際の淀屋に伝来していた金の鶏がどのようなものであったのかは正確には伝わっておらず、黄金で出来たニワトリの像であるとするものがある一方、中国の皇帝の宸筆であるとされるニワトリあるいはタカの絵とする資料や随筆も存在している。この点でいえば石燕の解説文もまた創作物で広く知られた淀屋の金の鶏を差していると見られる。